# امین‌لو
امین لو یک روستا در ایران است که در دهستان مهماندوست واقع شده‌است. امین لو ۱۵۰ نفر جمعیت دارد.